# Xã Elk Grove, Quận Cook, Illinois
Xã Elk Grove (tiếng Anh: Elk Grove Township) là một xã thuộc quận Cook, tiểu bang Illinois, Hoa Kỳ. Năm 2010, dân số của xã này là 92.905 người.